# Hippolytus Lutostansky
Hippolytus Lutostansky (également traduit comme Lutostanski, Liutostanskii, J. J. Ljutostanski, ou Ippolit Iosifovich Li︠u︡tostanskiĭ; polonais: Hipolit Lutostański) (1835–1915) née en lituanie4 était un prêtre catholique polonais antisémite, connu pour ses allégations antisémites et conspirationnistes . Il se convertit par la suite à l'orthodoxie.

## Biographie
Il critiqua un supposé complot juif et désigna la franc-maçonnerie comme contrôlée par le judaïsme, rejoignant en cela la thèse judéo-maçonnique d'Osman Bey. Il porta également des accusations de meurtre rituel contre les Juifs contribuant au développement de l'antisémitisme.

## Publications
- The Talmud and the Jews, 1. 1879-1880.
- The Talmud and the Jews, 2. 1879-1880.
- The Talmud and the Jews, 3. 1879-1880.

En russe
- Об употреблении евреями талмудистами-сектаторами христианской крови» (Москва, 1876, 2-е изд. СПб., 1880).
- «О еврейском мессии» (Москва, 1875),
- «Талмуд и евреи» (М., 1879—80); СПб.,1902-1909 в 7 кн.
- «Объяснение римско-католической мессы или литургии и разбор догматической ее стороны» (М., 1875),
- «О необходимости воплощения Сына Божия для спасения рода человеческого» (М., 1875),
- «Учение о Святом Духе в последней беседе Иисуса Христа с учениками» (М., 1875).
- «Современный взгляд на еврейский вопрос»
- Антихрист жидовский миссия он же Чернобог. СПб., 1912

## Dans la littérature
Hippolytus Lutostansky fait partie de la trame du roman d'Umberto Eco, Le Cimetière de Prague.